# Adenoon indicum
Adenoon indicum là một loài thực vật có hoa trong họ Cúc. Loài này được Dalzell mô tả khoa học đầu tiên năm 1850.